# Katarzyna Kędziora
Katarzyna Kędziora (ur. 23 października 1990) – polska szablistka, trzykrotna indywidualna mistrzyni Polski (2011, 2013, 2016), reprezentantka Polski

## Kariera sportowa
Jest zawodniczką O.Ś. AZS Poznań. W swojej karierze trzykrotnie zdobyła złoty medal mistrzostw Polski w turnieju indywidualnym (2011, 2013, 2016) oraz pięciokrotnie drużynowo (2008, 2010, 2011, 2012, 2016). Ponadto indywidualnie zdobyła srebrny medal w 2009 i brązowy w 2012, a drużynowo srebrny w 2007, 2014 i 2017 oraz brązowy w 2009 i 2013.
Jej największym sukcesem międzynarodowym jest złoty medal indywidualnie młodzieżowych mistrzostw Europy w 2013. Reprezentowała Polskę na mistrzostwach świata seniorów (2009 – 7 m. drużynowo i 40 m. indywidualnie, 2011 – 5 m. drużynowo i 65 indywidualnie, 2013 – 5 m. drużynowo i 25 m. indywidualnie) i mistrzostwach Europy seniorów (2009 – 6 m. drużynowo i 8 m. indywidualnie, 2010 – 5 m. drużynowo i 21 m. indywidualnie, 2011 – 5 m. drużynowo i 16 m. indywidualnie, 2012 – 4 m. drużynowo i 22 m. indywidualnie, 2013 – 4 m. drużynowo i 15 m. indywidualnie, 2014 – 31 m. indywidualnie, 2016 – 4 m. drużynowo i 41 m. indywidualnie)
Jako juniorka była drużynową wicemistrzynią świata (2010), drużynową mistrzynią Europy (2009) oraz drużynową mistrzynią Europy kadetek (2007), w 2011 wywalczyła też srebrny medal młodzieżowych mistrzostw Europy w turnieju drużynowym.